# Собор Святого Марка (Іракліон)
Собор Святого Марка (грец. Βασιλική του Αγίου Μάρκου) — колишній католицький храм міста Іракліон на острові Крит в Греції. 

## Історія
Храм побудований у 1239 році венеційцями і названий на честь покровителя Венеції святого Марка. Церква багато разів зазнавала руйнувань через численні землетруси, а потім знову відновлювалася. Археологи вважають, що колони собору, які зроблені з зеленого каменю, були запозичені у греко-романського монумента в Кноссосі.
Раніше герцоги, які управляли Іракліоном, проголошували свої укази і декрети з паперті церкви Святого Марка. За часів турецького панування на Криті храм перетворився на мечеть, і до нього був прибудований мінарет.
Після виведення з острова турецької меншини на початку XX століття собор Святого Марка стає власністю спершу Національного банку, а потім і муніципалітету. У 1956 році останнім був підписаний контракт з Товариством критських історичних досліджень: почалася реконструкція собору, по закінченню якої був відновлений його первісний вигляд. З травня 2000 року будівлю собору займає музей образотворчого мистецтва.